# Tembok Lor
Tembok Lor is een bestuurslaag in het regentschap Tegal van de provincie Midden-Java, Indonesië. Tembok Lor telt 3300 inwoners (volkstelling 2010).